# Paul Pelliot
Paul Eugène Pelliot (28. května 1878 Paříž, Francie – 26. října 1945 tamtéž) byl francouzský badatel, orientalista a sinolog, profesor na Collège de France.
Počátkem 20. století cestoval po střední Asii a Číně. Do jeho expedice zasáhla Velká hra – v přestrojení za badatele s ním cestoval i Mannerheim, který tam byl vyslán na tajnou misi carem Mikulášem II. Pelliot se svou expedicí prozkoumal systém jeskynních staveb Mo-kao (tzv. jeskyně tisíce buddhů) a vytvořil jejich rozsáhlou fotodokumentaci, která byla publikovaná ve 20. letech. Stejně jako Aurel Stein také zkoumal Dunhuangské rukopisy.
Kromě mateřské francouzštiny uměl anglicky, mandarínskou čínštinou, mongolsky, arabsky, tibetsky, turkickými jazyky a sanskrtem.

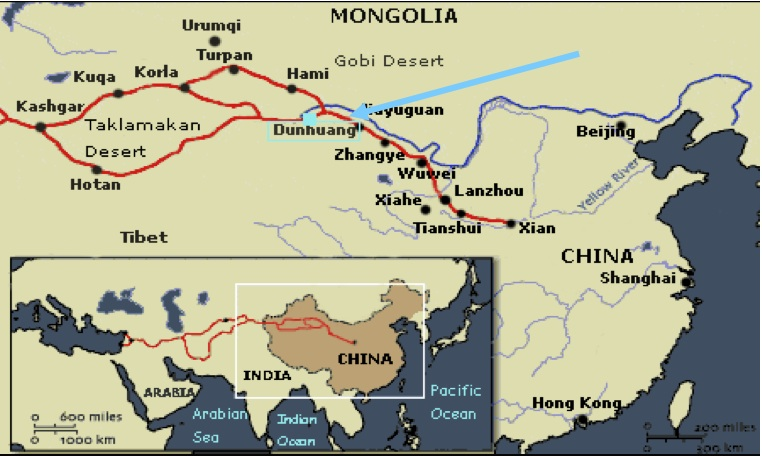
Pelliotova asijská výprava (1908)

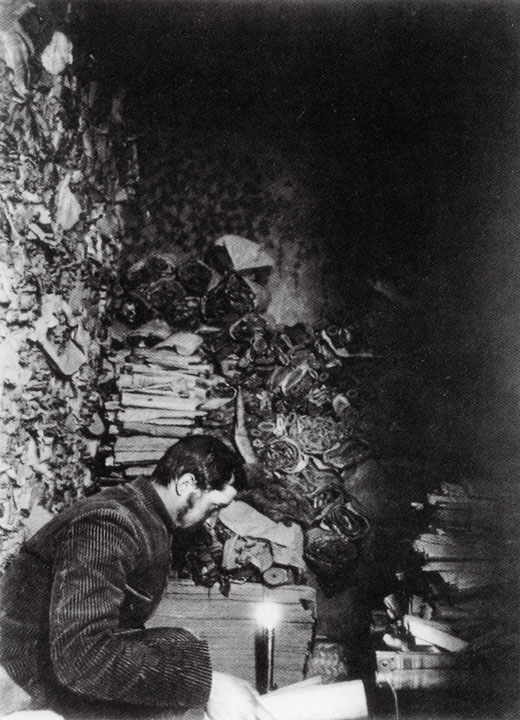
Pelliot v roce 1908 při bádání v systémech Mo-kao